# Маркус Пінк
Маркус Пінк (нім. Markus Pink; нар. 24 лютого 1991, Клагенфурт, Австрія) — австрійський футболіст, нападник клубу «Аустрія» (Клагенфурт).

## Клубна кар'єра
Футбольну кар'єру розпочав у клубі «Ошсендорф» з Каринтії. У 2005 році відправився в річну оренду до «Кернтена», а наступного року перейшов на постійній основі до молодіжної команди клубу. У 2007 році приєднався до молодіжного складу «Аустрії Кернтен».
Дорослу футбольну кар'єру розпочав 2008 року в складі другої команди «Аустрії Кернтен», у футболці якої візначився 3-а голами в 12-и матчах. Також залучався до тренувань першої команди. В австрійській Бундеслізі дебютував 5 квітня 2009 року в поєдинку проти «Рапіда» (Відень), в якому на 69-й хвилині замінив Вольфганга Майра. 
Після банкрутства «Аустрії Кернтен» перейшов до «Аустрія» (Клагенфурт) з Регіоналліги. Відзначився 3-а голами в 24-х матчах. Влітку 2011 року перейшов до представника Ландесліги Каринтії до АСКО Кеттсмандорф.
Влітку 2012 року зробив спробу повернутися до професіонального футболу, коли перейшов до «Ферст Вієнна» з Другої Бундесліги. Проте не зміг допомогти команді уникнути пониженню в класі. Влітку 2013 року Альфред Тартар перейшов у клуб Бундесліги «Маттерсбург», а Партик Бюргер отримав розрив хрестоподібних зв'язок, тому Альфред наприкінці літа того ж року запросив Маркуса до «Маттерсбурга». Сума відступних за Пінка склала 115 000 євро. У сезоні 2014/15 років став найкращим бомбардиром другого дивізіону австрійського чемпіонату та допоміг «Маттерсбургу» підвищитися в класі.
Напередодні старту 2018/19 років перейшов у «Штурм» (Грац), де підписав контракт до червня 2020 року. У футболці «Штурма» зіграв 32 матчі в Бундеслізі. У січні 2020 року перейшов до іншого клубу вищого австрійського дивізіону «Адміра Ваккер Медлінг».
Влітку 2020 року повернувся до клубу «Аустрія» (Клагенфурт).

## Досягнення

### Клубні
«Маттерсбург»
- Друга Бундесліга
  -  Чемпіон (1): 2014/15

«Шанхай Порт»
- Китайська Суперліга
  -  Чемпіон (1): 2023

«Вольфсбергер»
- Кубок Австрії
  -  Володар (1): 2024/25

### Індивідуальні
- Найкращий бомбардир Другої Бундесліги (1): 2014/15 (21 гол)